# 艾奧瓦州第二國會選區
艾奧瓦州第二國會選區是美国艾奧瓦州四個國會選區之一，現任眾議員為共和黨的艾希莉·辛森。